# Planta de Alimentos Balanceados La Estrella
La Planta de Alimentos Balanceados La Estrella es un proyecto de la empresa Agrosuper que consiste en la construcción y operación de una planta de alimentos balanceados para su industria de crianza porcina y avícola que está siendo construido en la comuna de La Estrella, región del Libertador General Bernardo O'Higgins, Chile. El proyecto tiene una capacidad final de producción de 90.000 toneladas de alimento por mes y una inversión estimada de 70 millones de dólares. El proyecto fue ingresado al sistema de evaluación de impacto ambiental del Servicio de Evaluación Ambiental en 2018 y fue aprobado para su construcción en 2019.
El proyecto ha sido catalogado como un generador de conflicto socioambiental con los habitantes en la comuna de La Estrella debido a factores de impacto relacionados con la ubicación, la intensidad de la utilización de agua y los suelos, el aumento del flujo de transporte de carga y los posibles olores que pueda producir la planta. Además, la comunidad considera que el proyecto alterará significativamente el tránsito y la vida de las personas habitantes del lugar, además del desgaste que sufrirán los caminos y la contaminación a la que se verá expuesta la población. Este proyecto se añade a los factores que ya existen en la zona que han transforman a la comuna de La Estrella en una zona de sacrificio.

## Descripción
La Planta de Alimentos Balanceados La Estrella es un proyecto que busca construir y operar una instalación dedicada a la producción de alimento especializado para las crianza de animales de la empresa Agrosuper, que son en particular la industria porcina y avícola. La planta tendría una capacidad de producción final de 90.000 ton/mes de alimento, implementada en dos etapas de 45.000 ton/mes cada una.
En su primera etapa de operación, abastecerá principalmente a los planteles de La Estrella y en menor medida a los planteles de Peralillo y otras zonas aledañas, mientras que en la segunda etapa, el alimento será distribuido a otras zonas de la misma empresa. La planta de alimentos se ubicará cerca de los planteles que abastecerá para optimizar los procesos y disminuir la distancia de despacho recorrida.
El proceso de elaboración de alimentos balanceados para cerdos y aves incluye la molienda de insumos, la dosificación computarizada, el peletizado, el enfriamiento y la extracción de humedad, y el despacho del producto a granel en camiones especialmente acondicionados. Las actividades asociadas a la elaboración de alimento en la instalación incluyen la recepción y almacenamiento de materias primas, procesos productivos, almacenamiento de producto terminado, y despacho. El proyecto posee una vida útil de 50 años, poseyendo entre 50 a 150 trabajadores operando la planta.
La planta requiere para operar 65.7 litros de agua por segundo, 11.6 hectáreas de superficie, y un flujo vehicular de 3 330 camiones al mes.

## Historia
En agosto de 2018 Agrosuper presenta la Declaración de Impacto Ambiental del proyecto Planta de Alimentos Balanceados La Estrella.
El 22 de mayo de 2019 el Servicio de Evaluación Ambiental iba a realizar la votación para determinar si este era o no aprobado; sin embargo la sesión se tuvo que ver suspendida debido a la interrupción de manifestantes del Consejo de Defensa Ambiental de La Estrella en las instalaciones junto con la diputada Alejandra Sepúlveda. La sesión fue reagendada para el día 28 de ese mes, obteniendo la aprobación unánime.
Posterior a la aprobación del proyecto, la comunidad organizada de la comuna de La Estrella presentó en junio un Recurso de Protección ante la Corte de Apelaciones de Rancagua en contra de contra Agrosuper, el Servicio de Evaluación Ambiental y la Comisión de Evaluación Ambiental de la región de O'Higgins quienes votaron a favor del proyecto. Este recurso fue rechazado en octubre del mismo año, lo que derivó a que en el mismo mes se presenttara un recurso de apelación en la Corte Suprema, pero este fue rechazado en julio de 2020.
En 2020 el Instituto Nacional de Derechos Humanos clasificó a esta planta como un generador de conflicto socioambiental debido a las repercusiones y efectos en la sociedad local y la naturaleza.
Hasta inicios de 2023 el proyecto sigue en construcción.[cita requerida]

## Conflicto socioambiental
El conflicto ambiental surge debido a factores viales, hídricos, contaminación e impactos ambientales que surgirían como la adición de los efectos ambientles ya existentes en la localidad a causa de la industria del mismo rubro en la zona.

### Estado de la comuna
Históricamente, la comuna de La Estrella vive desde este año este acelerado crecimiento industrial. Desde el año 2000, 23 proyectos insdutriales productivos han sido ingresados al Servicio de Evaluación Ambiental para ser construidos en esta comuna. De estos, al 2022, 20 han sido aprobados y 3 están en calificación. Siguiendo estos datos, un 47% (10 proyectos) de estos proyectos pertenecen a crianza y/o infraestructura para industria cárnica, siendo la empresa Agrícola Super Ltda. la mayor exponente en el territorio; siguen con un 39% (9 proyectos) proyectos de industria de olivicultura; y con un 17% (4 proyectos) los proyectos restantes corresponden a aquellos asociados a la industria energética, tales como parques fotovoltaicos y parques de torres eólicas.
Incluyendo el proyecto de la Planta de Alimentos Balanceados La Estrella sumado con todos los otros proyectos vigentes en la zona, los Derechos de Aprovechamiento de Aguas que han sido obtenidos por todas estas industrias entre el año 2000 y 2021 suman un caudal de 430,89 L/s. Otro elemento a considerar es que al momento de analizar el uso del suelo de la comuna, ya que al 2022 el 14,85% corresponde a la producción agroindustrial, que junto con las demás actividades productivas, asciende al 18,14% del uso total del suelo público. En contraste, los asentamientos humanos tanto urbanos como rurales representan el 7,32% de la población total. Otros factores como el loteo intensivo de terrenos, la transición de una agricultura de pequeña escala a una intensiva con especies que requieren más uso de agua, la falta de planificación urbana que deriva en falencias en infraestructura para tránsito vehicular y servicios básicos (como agua potable, alcantarillado y electricidad), han llevado a que la comuna desarrolle problemáticas socioambientales.

### Efectos de la planta
De acuerdo a un análisis, este proyecto no considera las problemáticas de escasez hídrica en la comuna al momento de definir que su fuente de extracción de agua. El proyecto además implica el aumento del flujo de camiones de carga en la zona, que de acuerdo a los habitantes afectaría su vida diaria. Otros efectos negativos sobre la población local surgen por la sinergia de los actuales efectos de la industria ya existente en la zona en cuanto al impacto visual, auditorio y olfatorio, debido a la potencial emanación de olores y ruidos industriales. En cuanto a la biodiversidad local, se menciona el impacto sobre los individuos de la especie Calydorea xiphioides, debido a que sus bulbos serán aplastados por la maquinaria de construcción.
La Diputada Alejandra Sepúlveda señaló que «[...] Las consecuencia que esta planta de alimentos traerá a La Estrella que ya debe convivir con cerdos hace 20 años, es terminar de convertir a la comuna en una zona de sacrificio».
Por su parte, la empresa Agrosuper señaló por medio de un comunicado que «la aprobación unánime de cada uno de los servicios que forman parte de la Comisión Medio Ambiental de O'Higgins confirma que la Planta de Alimentos La Estrella contribuirá al desarrollo sustentable de la región».